# Ghetoul Dej
Lagărul Dej a fost un lagăr de concentrare nazist în apropierea orașului Dej sub administrația Ungariei fasciste, activ în primăvara anului 1944. În urma a 3 transporturi, 7.674 de evrei au fost deportați la Auschwitz, majoritatea acestora fiind uciși. Cu toate acestea, câțiva evrei au reușit să scape, cum ar fi rabinul Jószef Paneth din Ileanda care, împreună cu alți 9 membri ai familiei, a fugit în România.

## Descriere
În luna mai 1944, la 2 km de orașul Dej, aflat pe atunci în județul Someș, a fost înființat un lagăr în pădurea Bungăr, unde au fost concentrați aproximativ 7,674 de evrei. 
Spre deosebire de ghetouri din interiorul localităților, lagărele au fost înființate la periferia ori în afara acestora, de obicei pe terenul unor fabrici dezafectate, în câmp deschis sau în pădure. Majoritatea deținuților din lagăre au fost ținuti sub cerul liber și au înfruntat lipsa apei, a hranei si a condițiilor elementare de igienă. Deținuții erau izolați de populația din exterior, lagărele fiind împrejmuite de șanțuri sau sârmă ghimpată și păzite de poliție sau jandarmerie.
În Dej, evreii erau percheziționați și deposedați de orice bun pe care-l dețineau asupra lor în trei locații provizorii din oraș (curțile unor case). Apoi, după 1-3 zile de detenție, erau transferați în lagărul din pădure.
Sub cerul liber, lipsiți de apă si hrană, înghesuiți și împrejmuiți cu sârmă ghimpată în mijlocul pădurii, mulți s-au îmbolnăvit, iar unii au decedat. Comandanții lagărului, József Gecse și Emil Takács, au împiedicat pe locuitorii din împrejurimi să aducă alimente celor deținuți. 
Deținuții au fost deportați la Auschwitz între 28 mai și 8 iunie 1944, în 3 transporturi.